# Oederemia nanata
Oederemia nanata är en fjärilsart som beskrevs av Max Wilhelm Karl Draudt 1950. Oederemia nanata ingår i släktet Oederemia och familjen nattflyn. Inga underarter finns listade i Catalogue of Life.